# 立野真琴
立野 真琴（たての まこと〈本名も同じ〉、1964年3月23日 - ）は、日本の漫画家。富山県富山市出身、牡羊座、血液型は（たぶん）A型。富山県立富山北部高等学校卒業。

## 来歴・概要
高校卒業を機に美内すずえのところで住み込みで約3年半お世話になり、その後通いで1年くらいアシスタントをしていた。「入っていきなり、背景を描かされるなど、しっかり鍛えていただきました」と、デビュー翌年、新人作家紹介企画のインタビューで語っている。
白泉社の第7回「HMCビッグチャレンジ賞準入選」を果たし、その受賞作品「ゆられてたまごBoys」が『花とゆめ』1986年2号に掲載され本格デビュー、掲載号の柱にも「ついに念願の受賞!!」と作者が喜びのコメントを残している。
その後同社の『花とゆめ』、『別冊花とゆめ』、『花丸漫画（月1回配信Web雑誌）』などを主な執筆の場としている。角川書店、ビブロス（倒産）、リブレ出版、新書館他複数の出版社、同人誌でも精力的に活動。集英社やオークラ出版などの小説の挿絵も多数手がけている。

## 作品

### 漫画

#### 1980 - 1990年代
| 作品名 | 単行本                                                      | その他                                          |
| --- | ----------------------------------------------------------- | ----------------------------------------------- |
| ミッキー&一也シリーズ ・BUT,BADボーイズ! ・勝手にSPARK! ・T・Kピカレスク ・Dancin’ U.S.A ・ミックス・ダウン ・STARS | シリーズ全6巻、1987年-1992年、白泉社                        | 復刊 - シリーズ全4巻、2004年-2005年、学習研究社 |
| D-WALK | 全7巻、1990年-1993年、白泉社                                | 文庫版 - 全4巻、2007年-2008年、白泉社           |
| レクチャー | 1991年、白泉社                                              | 復刊 - 2006年、学習研究社                       |
| カモン! | 1992年、白泉社                                              |                                                 |
| 沈黙のトキシン | 1993年、白泉社                                              |                                                 |
| キラー・ストリート                                                                                                  | 1994年、白泉社                                              |                                                 |
| そりゃないぜBABY | 全11巻、1994年-1997年、白泉社                               | 文庫版 - 全6巻、2006年-2007年、白泉社           |
| 神様はいるのかい?                                                                                                   | 1994年、白泉社                                              |                                                 |
| NIGHT HEAD（原作：飯田譲治）                                                                                        | 1997年、白泉社 【出版社変更】全8巻、1998年-2000年、角川書店 | 文庫版 - 全4巻、2004年、ホーム社                |
| マリィMAX! | 全2巻、1998年、白泉社                                       | 復刊 - 全2巻、2006年、学習研究社                |
| 月に吠えろ! | 1999年、白泉社                                              |                                                 |
| 弾丸より疾く!! | 全4巻、1999年-2001年、白泉社                                |                                                 |
| カードの王様 | 全9巻、1999年-2004年、白泉社                                |                                                 |

#### 2000年代
| 作品名                 | 単行本                                                          | その他                                    |
| ---------------------- | --------------------------------------------------------------- | ----------------------------------------- |
| 青い羊の夢             | 2000年、白泉社 【出版社変更】全9巻、2006年-2015年、日本文芸社   |                                           |
| キライ嫌いも           | 2001年、ビブロス                                                | 文庫版 - 2007年、双葉社                   |
| ガーベラ               | 2002年、集英社                                                  |                                           |
| YELLOW                 | 全4巻、2002年-2004年、ビブロス                                  | 完全版 - 上下巻、2007年、エンターブレイン |
| 予感                   | 2003年、オークラ出版                                            |                                           |
| 赤い天使               | 全2巻、2004年-2005年、学習研究社                                |                                           |
| 逆光線 立野真琴作品集  | 2004年、大都社                                                  |                                           |
| 月虹伝書               | 2004年、学習研究社                                              |                                           |
| 9th SLEEP              | 2004年、ビブロス                                                | 復刊 - 2008年、双葉社                     |
| CUTE×GUY               | 全4巻、2004年-2006年、白泉社                                    |                                           |
| 家来生活               | 2004年、白泉社                                                  |                                           |
| HERO・HEEL-英雄と悪漢  | 2005年、ビブロス 【出版社変更】全3巻、2006年-2007年、リブレ出版 |                                           |
| 愛とお金               | 2005年、白泉社                                                  |                                           |
| 花信風                 | 2006年、オークラ出版                                            |                                           |
| Steal Moon             | 全2巻、2006年-2007年、日本文芸社                                |                                           |
| マティーニ攻略法       | 2006年、新書館                                                  |                                           |
| エンジェリック・ルーン | 全3巻、2007年-2009年、祥伝社                                    |                                           |
| ハッピィ★ボーイズ      | 全2巻、2007年-2008年、新書館                                    |                                           |
| お兄ちゃんLab.         | 2007年、白泉社                                                  |                                           |
| ホス探へようこそ       | 全5巻、2008年-2010年、白泉社                                    |                                           |
| ミューズの学園で逢おう | 全4巻、2008年-2010年、リブレ出版                                |                                           |
| 予感EXノイズ           | 2008年、オークラ出版                                            |                                           |
| サイド・カー制御法     | 2008年、新書館                                                  |                                           |
| 今宵は君と血のキスを   | 2009年、新書館                                                  |                                           |

#### 2010年代
- ロミオ×ロミオ - 全2巻、2010年-2011年、新書館
- コードネームは鈴木太郎 - 2010年、白泉社
- 鷹司家のニンジャ - 全2巻、2011年-2012年、新書館
- YELLOW/R - 全2巻、2011年-2014年、エンターブレイン
- ヘブンズ・ドア - 2011年、大都社
- 別れた男はいかがですか? - 2011年、リブレ出版
- リル・シス - 2012年、白泉社
- とある外科医と内科医の。 - 2012年、新書館
- ハートを盗むのは誰だ - 2013年、リブレ出版
- トラットリア闇市 - 2013年、白泉社
- 抱かせてくれないか? - 2013年、新書館
- 選抜組は恋ができない - 2013年、リブレ出版
- 生徒会長は恋ができない - 2014年、リブレ出版
- 蝶よ花よ恋よ! - 2014年、新書館
- ヴァンパイア浪漫式 - 全3巻、2014年-2015年、秋田書店
- 探偵『男子専科』 - 2014年、新書館
- あなたはいつも誰かの恋人 - 2015年、新書館
- お前なんかいらないよ - 2016年、新書館
- 土曜日のジュリエット - 2016年、白泉社
- Kissと正義（ジャスティス） - 2016年、新書館
- 月曜日のヴィーナス - 2016年、白泉社
- 愛よりずっと - 2016年、日本文芸社
- 曖昧なエスキース - 2017年、新書館
- 恋というには - 2017年、日本文芸社
- 水曜日のフェアリーテイル - 2017年、白泉社
- αはΩに宣誓する - 2018年、リブレ出版
- クラブ「罵り」の秘密 - 2018年、新書館
- ホス探へようこそ〜another〜 - 既刊2巻（2019年8月現在）、2018年 - 、白泉社
- カラスと白鷹 - 2018年、日本文芸社
- サロン「誘惑」の選択 - 2019年、新書館
- 嫌いな男ランキング - 2019年、日本文芸社
- オメガは楽園へ逃亡する - 2019年、新書館

#### 2020年代
- 我が妻と初恋と - 2020年、新書館
- 猛毒のくちづけ - 既刊4巻（2022年11月現在）、2021年 - 、秋水社
- 転生したら前世の仇に告られました - 2022年[7]、新書館
- 我が番と運命と - 2022年[8]、新書館

### 画集
- 立野真琴イラスト集 プリンセス・ルビー - 2008年、エンターブレイン
- 立野真琴イラスト集 プリンス・サファイア - 2008年、エンターブレイン